# Dolichopus nebulosus
Dolichopus nebulosus är en tvåvingeart som beskrevs av Smirnov 1948. Dolichopus nebulosus ingår i släktet Dolichopus och familjen styltflugor. Inga underarter finns listade i Catalogue of Life.